# Tione (fiume)
Il Tione, (detto anche Tione delle valli o Tione di Grezzano) è un fiume di risorgiva della Provincia di Verona.

## Percorso
Il fiume nasce nei pressi di Pastrengo. Attraversa  Villafranca di Verona, Mozzecane, Nogarole Rocca, Trevenzuolo, Erbè, Sorgà, Villimpenta e Gazzo Veronese.
A Gazzo si immette nel Tartaro per poi confluire nel Canalbianco presso Ostiglia.
Il corso del fiume veniva utilizzato a difesa del Castello di Villimpenta.
Il corso del Tione a nord di Erbè venne modificato con una biforcazione artificiale, creando un ramo denominato "Tione nuovo", parallelo al vecchio corso "Tione vecchio". I due rami si ricongiungono poco prima del mulino di Pontepossero. L'area interna ai due corsi d'acqua ha dato origine al Parco due Tioni.